# Dementia praecox
Dementia praecox ist ein veralteter Sammelbegriff aus der deutschen Psychiatrie. Er wird heute nur noch im historischen oder umgangssprachlichen Sinne verwendet und bezeichnete früher eine Gruppe von psychischen Erkrankungen („Geisteskrankheiten“) aus dem schizophrenen Formenkreis.

## Geschichte

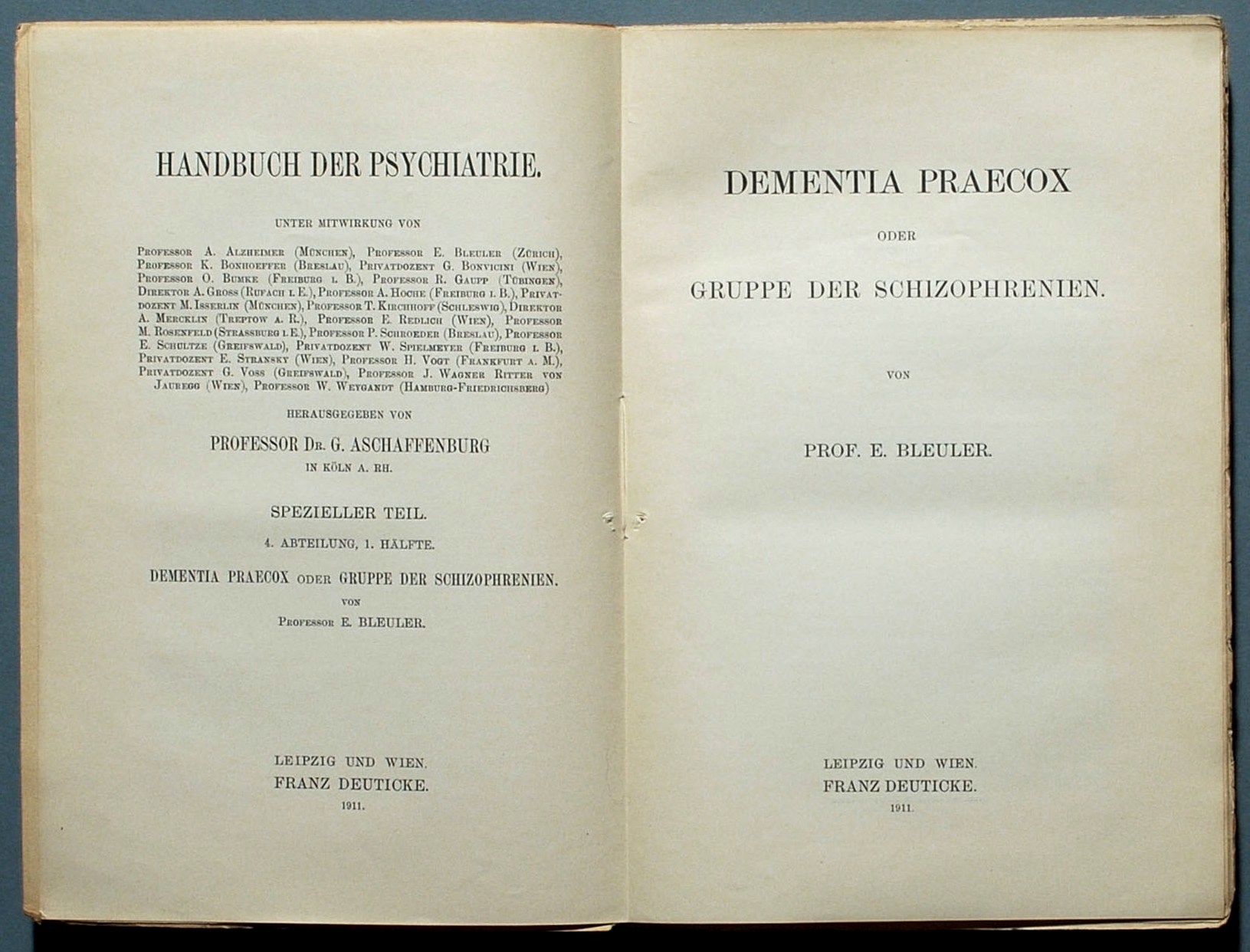
Eugen Bleuler: Dementia praecox oder Gruppe der Schizophrenien (Erstdruck 1911)

Der Begriff Dementia praecox (démence précoce, vorzeitige Demenz) geht zurück auf den französischen Psychiater Bénédict Augustin Morel. In seinem 1860 erschienenen Werk Traite des Maladies Mentales bezeichnete er damit die Erkrankung eines Jugendlichen, der – zuvor vollkommen unauffällig – sich zunehmend zurückzog und in einen demenzartigen Zustand verfiel.
Emil Kraepelin erkannte gewisse Ähnlichkeiten zwischen der von Morel beschriebenen Störung und den von Kahlbaum und Hecker beschriebenen Krankheiten Hebephrenie und Katatonie: Alle Erkrankungen begannen in der Adoleszenz oder im frühen Erwachsenenalter und gingen mit zunehmendem psychischen Verfall einher, der in einem demenziellen Zustand endete.
Kraepelin war überzeugt, Krankheitsverlauf und -ausgang seien am besten geeignet, um verschiedene psychiatrische Erkrankungen voneinander abzugrenzen. Daher betrachtete er diese drei Störungen als verschiedene Ausprägungsformen einer einzigen Krankheitsentität, die er unter dem Begriff der „Dementia praecox“ („vorzeitige Demenz“) zusammenfasste. Das gemeinsame Kennzeichen aller Krankheitsbilder innerhalb dieser Gruppe war laut ihm „eine eigenartige Zerstörung des inneren Zusammenhangs der psychischen Persönlichkeit mit vorwiegender Schädigung des Gemütslebens und des Willens“.
Der Dementia praecox gegenüber stellte er das manisch depressive Irresein (als Vorläufer der bipolar affektiven Störung), welches durch einen episodischen und insgesamt günstigeren Verlauf gekennzeichnet sei.
Diese Theorie ließ sich jedoch nicht halten und die Bezeichnung wurde als unzureichend verworfen. Der Psychiater Eugen Bleuler sagte auf der Jahresversammlung des Deutschen Vereins für Psychiatrie in Berlin am 24. April 1908, dass es sich bei Kraepelinsschen „Dementia praecox“ „weder um eine notwendige Dementia noch um eine notwendige Praecocitas handelt“, und schlug dafür die Bezeichnung „Schizophrenie“ vor. Bleuler prägte 1911 in seiner Beschreibung Dementia praecox oder Gruppe der Schizophrenien für diese Symptomatik den Begriff der Schizophrenie. Damit leitete er einen grundlegenden Wandel im Verständnis dieser Störung ein.